# Michael Kasha
Michael Kasha (Elizabeth (New Jersey), 6 dicembre 1920 – Tallahassee, 12 giugno 2013) è stato un chimico statunitense. Noto principalmente per i suoi studi di spettroscopia molecolare, il suo nome è ricordato per la regola di Kasha.

## Vita
Nato a Elizabeth (New Jersey) da una famiglia di immigrati ucraini, fu affascinato dalla chimica fin da giovane, e si costruì un laboratorio chimico a casa mentre frequentava la scuola superiore. Finita la scuola lavorò per due anni al reparto ricerche della Merck & Co., seguendo nel frattempo corsi a livello universitario. Nel 1943 si laureò in chimica all'Università del Michigan. In seguito conseguì il dottorato in chimica nel 1945 all'Università della California - Berkeley, sotto la guida di Gilbert Lewis studiando gli stati di tripletto di molecole organiche, un tipo di stati eccitati allora sconosciuti. Durante la seconda guerra mondiale collaborò con Robert E. Connick, ricercatore del Progetto Manhattan, studiando la chimica del plutonio.
Dopo periodi di post-dottorato a Berkeley, Chicago e Manchester, nel 1951 fu nominato professore di chimica fisica alla Università statale della Florida. Qui nel 1960 fondò e diresse per i venti anni successivi l'Institute for Molecular Biophysics, un centro di ricerca interdisciplinare dove collaboravano chimici, fisici e biologi.

## Contributi
Kasha si è occupato principalmente di spettroscopia molecolare, teoria elettronica e meccanismi dei processi fotofisici molecolari, con particolare riguardo alle implicazioni fotochimiche e biofisiche. Tra i suoi risultati più importanti figurano: l'identificazione degli stati di tripletto come origine dell'emissione di fosforescenza, i suoi lavori sull'ossigeno singoletto, e la formulazione della regola di Kasha (1950), che afferma che l'emissione si osserva solo dal più basso stato eccitato di ciascuna molteplicità di spin. Queste ricerche sono documentate in più di 130 pubblicazioni su riviste specialistiche.
Kasha si è interessato anche di altri argomenti al di fuori della chimica fisica. Ha ottenuto brevetti in ingegneria acustica ed è noto per aver modificato i criteri costruttivi meccanici ed acustici di strumenti musicali come chitarra, violino e arpa.

## Riconoscimenti
Tra i riconoscimenti più significativi ricevuti da Kasha:
- 1963 - membro della American Academy of Arts and Sciences
- 1971 - membro della National Academy of Science
- 1990 - Medaglia Porter